# Sonar (bateau)
Pour les articles homonymes, voir Sonar (homonymie).
Le Sonar est une classe de voilier à quille de série internationale, pratiquée en voile handisport et quillard à 3 équipiers aux jeux paralympiques.

## Historique
Le Sonar a été dessiné en 1979 par l'architecte naval Bruce Kirby, également architecte du Laser.
Le Noroton Yacht Club (Darien, Connecticut, États-Unis), n'arrivant pas à trouver à trouver parmi les modèles de quillards de l'époque un bateau assez rapide, confortable, pas trop cher, demanda à Bruce Kirby, également membre du club, de dessiner un nouveau monotype suivant ses spécifications.
Surtout diffusé aux États-Unis, l'utilisation par des handicapés a favorisé la multiplication des flottes à travers le monde.
Le Sonar est classe paralympique depuis Sidney 2000, le 2.4mR (solitaire) et le SKUD 18 (2 équipiers) étant les deux autres voiliers paralympiques.

## Caractéristiques générales
Long de 7 mètres, il possède un grand cockpit, très large, permettant la voile de loisir à la journée (day boat) ce qui rend plus aisée l'installation d'équipements spécifiques au handisport.
Il est normalement équipé d'un spinnaker, et conçu pour quatre équipiers.

## Équipements spécifiques
En régate de voile handisport il n'est pas muni de spinnaker et navigue avec trois équipiers.
Certains dispositifs comme un siège pivotant pour le barreur et une plateforme de virement de bord devant la descente de cabine peuvent y être installés.